# Константин (син цара Теофила)
Константин (грч. Κωνσταντῖνος  , око 831/834 – око 835) био је кратковечни принц и цар - савладар Византијског царства.

## Живот
Константин је био најстарији син цара Теофила и царице Теодоре . Имао је пет сестара: Теклу, Ану, Анастасију, Пулхерију и Марију. Пошто је цар Теофило наследио цара Михаила II 2. октобра 829. године, Константин је постао престолонасљедник и крунисан је за цара - савладара, и као такав се појављује на новчићима свог оца, иако је означен као деспот (још увек није формална титула, већ почасна замењива са василевсом). Умро је убрзо потом, још у детињству.
Мало је јасно о датумима његовог рођења, крунисања и смрти. Према Prosopographie der mittelbyzantinischen Zei, рођен је касних 820-их и умро пре 831. године, али су се његови родитељи први пут срели у мају 830. и венчали следећег месеца, што сугерише датум рођења најраније 831. године. Неки аутори наводе његов датум рођења као 834. године, претпостављајући да је крунисан одмах по рођењу. У сваком случају, само један цар се помиње у De Ceremoniis за 831. годину; Константин такође недостаје на новчићима искованим 831/32. и 832/33. године, мада би то могло значити да је проглашен за цара - савладара тек 833. године. Вероватно је умро до 836. године, пошто је те године цар Теофило забележен да нема мушког наследника (Константинов млађи брат цар Михаило III ће се родити 840.), ситуацију коју је цар Теофило покушао да исправи удавањем своје мале кћерке Марије за генерала Алексија Мозела, који је мало пре овога (вероватно већ 831) био унапређен у цезара.